# Modello di processore umano
Il modello di processore umano (Model Human Processor) è una rappresentazione semplificata che descrive le dinamiche di elaborazione da parte dell'uomo quando si trova ad interagire con sistemi di elaborazione dati.
Il modello è stato descritto per la prima volta da Stuart Card, Thomas P. Moran e Allen Newell all'interno del libro The Psychology of Human Computer Interaction, pubblicato nel 1983.

## Descrizione

Esemplificazione schematica del modello

Sono tre i sottosistemi in cui è ripartito il modello:
- sistema percettivo, che si occupa di gestire lo stimolo sensoriale proveniente dall'esterno
- sistema motorio, che si occupa di gestire e controllare le azioni
- sistema cognitivo, che collega tra loro i due sistemi

Ogni sistema ha il proprio "processore" e la propria "memoria": è infatti utilizzata un'analogia con i sistemi informatici, ai fini di semplificare l'elaborazione umana delle informazioni.

## Fonti
- Alan Dix, Janet Finlay, Gregory D. Abowd, Russell Beale, Interazione uomo-macchina, McGraw-Hill, 2004. ISBN 9788838661808